# Water-polo aux Deaflympics
Le water-polo aux Deaflympics d'été est une discipline olympique depuis les Deaflympics d'été de 1949 à Copenhague. Les champions en titre sont chez les hommes le Hongrie et il n'a jamais eu chez les femmes.

## Palmarès

### Hommes
Le tableau suivant retrace pour chaque édition de la compétition le palmarès du tournoi et la nation hôte.
| N° | Édition                   | Ville hôte  | Or         | Argent     | Bronze               |
| -- | ------------------------- | ----------- | ---------- | ---------- | -------------------- |
| 1  | Deaflympics d'été de 1949 | Copenhague  | Danemark   | Suède      | Aucun                |
| 2  | Deaflympics d'été de 1957 | Milan       | Hongrie    | Pays-Bas   | Italie               |
| 3  | Deaflympics d'été de 1961 | Helsinki    | Hongrie    | Pays-Bas   | Allemagne            |
| 4  | Deaflympics d'été de 1977 | Bucarest    | Hongrie    | Italie     | Allemagne de l'Ouest |
| 5  | Deaflympics d'été de 1981 | Cologne     | Hongrie    | Italie     | Allemagne de l'Ouest |
| 6  | Deaflympics d'été de 1985 | Los Angeles | Italie     | Hongrie    | États-Unis           |
| 7  | Deaflympics d'été de 1993 | Sofia       | États-Unis | Italie     | Allemagne            |
| 8  | Deaflympics d'été de 1997 | Copenhague  | Hongrie    | États-Unis | Italie               |
| 9  | Deaflympics d'été de 2001 | Rome        | Italie     | Hongrie    | Allemagne            |
| 10 | Deaflympics d'été de 2005 | Melbourne   | Allemagne  | Hongrie    | Italie               |
| 11 | Deaflympics d'été de 2009 | Taipei      | Hongrie    | Italie     | Allemagne            |

## Records
- La Hongrie a remporté le plus de victoires: 6
- La Hongrie a remporté 4 fois consécutives, de 1957 à 1981 sans oublier que l’épreuve Water-Polo n'a pas lieu en 1965, 1969 et 1973.

## Tableau des médailles
| \| Rang \| Nation \| Or \| Argent \| Bronze \| Total \| \| ---- \| -------------------- \| -- \| ------ \| ------ \| ----- \| \| 1 \| Hongrie \| 6 \| 3 \| 0 \| 9 \| \| 2 \| Italie \| 2 \| 4 \| 3 \| 9 \| \| 3 \| États-Unis \| 1 \| 1 \| 1 \| 3 \| \| 4 \| Allemagne \| 1 \| 0 \| 4 \| 5 \| \| 5 \| Danemark \| 1 \| 0 \| 0 \| 1 \| \| 6 \| Pays-Bas \| 0 \| 2 \| 0 \| 2 \| \| 7 \| Danemark \| 0 \| 1 \| 0 \| 1 \| \| 8 \| Allemagne de l'Ouest \| 0 \| 0 \| 2 \| 2 \| |                      |    |        |        |       |
| Rang | Nation               | Or | Argent | Bronze | Total |
| 1 | Hongrie              | 6  | 3      | 0      | 9     |
| 2 | Italie               | 2  | 4      | 3      | 9     |
| 3 | États-Unis           | 1  | 1      | 1      | 3     |
| 4 | Allemagne            | 1  | 0      | 4      | 5     |
| 5 | Danemark             | 1  | 0      | 0      | 1     |
| 6 | Pays-Bas             | 0  | 2      | 0      | 2     |
| 7 | Danemark             | 0  | 1      | 0      | 1     |
| 8 | Allemagne de l'Ouest | 0  | 0      | 2      | 2     |